# Amtsgericht Naumburg (Saale)

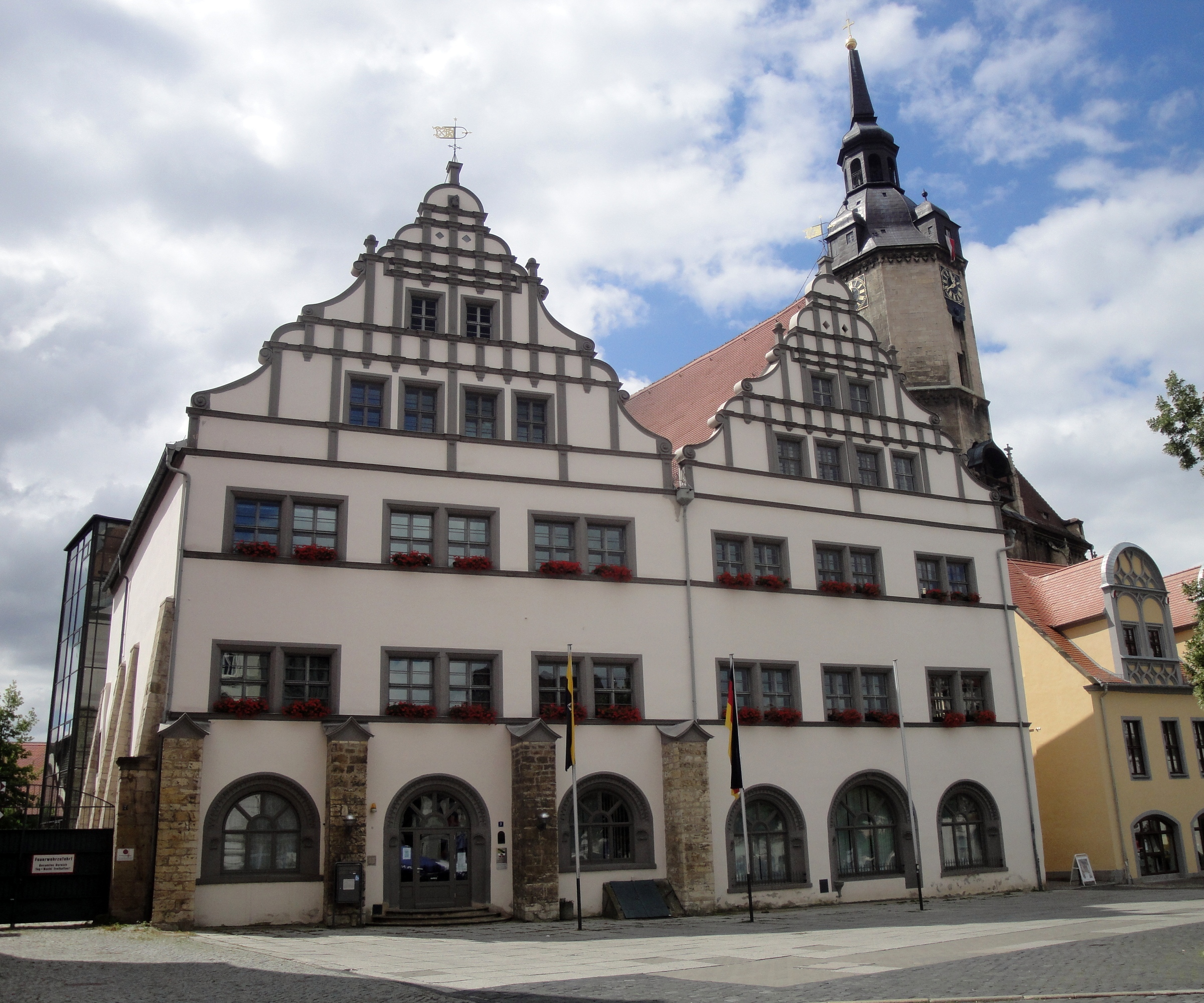
Amtsgericht Naumburg (Saale), 2012

Das Amtsgericht Naumburg ist eines von drei Amtsgerichten (AG), die anderen sind das Amtsgericht Zeitz und das Amtsgericht Weißenfels, im Burgenlandkreis in Sachsen-Anhalt.

## Gerichtssitz und -bezirk
Das Gericht befindet sich in einem Gebäude in der Innenstadt von Naumburg (Saale) auf dem dortigen historischen Marktplatz. Die Postanschrift lautet Markt 7, 06618 Naumburg.
Der Gerichtsbezirk des Amtsgerichtes Naumburg umfasst das Gebiet des Burgenlandkreises, soweit die Gemeinden nicht dem Amtsgericht Weißenfels oder dem Amtsgericht Zeitz zugeordnet sind.

## Übergeordnete Gerichte
Dem Amtsgericht Naumburg ist das Landgericht Halle unmittelbar übergeordnet. Das zuständige Oberlandesgericht hat seinen Sitz ebenfalls in Naumburg (OLG Naumburg).

## Geschichte
Seit 1849 bestand in Naumburg das königlich preußische Kreisgericht Naumburg, das zu dem Gerichtsbezirk des Appellationsgerichtes Naumburg gehörte. Im Rahmen der Reichsjustizgesetze wurden diese Gerichte 1879 aufgehoben. In Naumburg entstand stattdessen das Amtsgericht Naumburg, das nun zum Sprengel des Landgerichtes Naumburg gehörte. Sein Gerichtsbezirk umfasste den Landkreis Naumburg ohne den Teil, der dem Amtsgericht Eckardsberga zugeordnet war. Hinzu kam aus dem Landkreis Weißenfels der Stadtbezirk Schkölen sowie Teile der Amtsbezirke Löbitz und Schkölen.
Nach dem Zweiten Weltkrieg wurde das Landgericht Naumburg 1945 in der SBZ aufgehoben und das Amtsgericht Naumburg kam zum Landgericht Halle. Im Jahre 1952 wurden in der DDR die Amtsgerichte aufgehoben und stattdessen Kreisgerichte gebildet. In Naumburg entstand das Kreisgericht Naumburg. Dieses war für den Kreis Naumburg zuständig und war dem Bezirksgericht Halle nachgeordnet. Nach dem Zusammenbruch der DDR wurden diese 1992 aufgehoben und das Amtsgericht Naumburg neu gebildet.